# Борщів (Коломийський район)
Борщі́в — село Заболотівської селищної громади Коломийського району Івано-Франківської області. До 2020 року входило до Снятинського району.

## Історія
Перша письмова згадка про Борщів належить до 1453 року. В 1867 році селяни Борщева розгорнули боротьбу за сервітути. Для втихомирення виступу селян сюди прибув загін карателів. Вони вбили двох чоловік, шістьох заарештували.
Трудівники Борщева брали активну участь у Заболотівській першотравневій демонстрації 1924 року.
В Борщеві встановлено пам’ятник воїнам-односельчанам, що полягли на фронтах Другої світової війни.

## Населення

### Мова
Розподіл населення за рідною мовою за даними перепису 2001 року:
| Мова       | Кількість | Відсоток |
| ---------- | --------- | -------- |
| українська | 877       | 100%     |

## Релігія
Є дерев'яна Свято-Михайлівська церква.
Парохами були о. Василь Маковійчук (1942—1945), Данило Микитюк.
Нині настоятелем храму є священик Роман Близнюк.
2 серпня 2011 року відкрито й освячено меморіальну дошку на честь священиків Данила Микитюка і Василя Маковійчука, чин освячення очолив Снятинський декан протоієрей Михайло Марусяк.

## Уродженці села
- •	Ганна Василівна Задорожна – український педагог, журналістка, редактор. Член Спілки журналістів України. Народилася 8 серпня 1948 року в с. Борщів Снятинського району Івано-Франківської області. У 1971 р. закінчила філологічний факультет Чернівецького держуніверситету. Працювала вчителем, коректором газети «Радянська Буковина», редактором радіомовлення і багатотиражної газети на чернівецькому гумовзуттєвому заводі, спецкором газети «Практика» (м. Чернівці), головним редактором «Нової буковинської газети» (м. Чернівці). Померла 24 червня 2013 р. Юхим Гусар.